# 米利都学派
米利都学派是前苏格拉底哲学的一个学派，被誉为是西方哲学的开创者，由古希腊学者泰勒斯创建。米利都学派开创了理性思维，试图用观测到的事实而不是用古代的希腊神话来解释世界。
米利都学派的学者大多出身于古希腊伊奥尼亚地区的海港城市米利都，著名的哲学家有泰勒斯、泰勒斯的学生阿那克西曼德、阿那克西美尼等。
米利都学派的研究范围主要集中在万物的本源。泰勒斯的观点是万物本源于水，而阿那克西曼德认为是无限者（希腊语:ἀπείρων）。阿那克西美尼认为世界的本源是氣體，不同形式的物质是通过气体聚和散的过程产生的。